# ألكساندرا دي لا مورا
ألكساندرا دي لا مورا (بالإسبانية: Alexandra de la Mora) هي مخرجة وممثلة مكسيكية، ولدت في 12 مايو 1979 في مدينة مكسيكو في المكسيك.

## وصلات خارجية
- ألكساندرا دي لا مورا على موقع IMDb (الإنجليزية)
- ألكساندرا دي لا مورا على موقع ألو سيني (الفرنسية)
- ألكساندرا دي لا مورا على موقع أول موفي (الإنجليزية)
- ألكساندرا دي لا مورا على موقع قاعدة بيانات الفيلم (الإنجليزية)
- ألكساندرا دي لا مورا على موقع كينوبويسك (الروسية)